# Boris Ebziejew
Boris Safarowicz Ebziejew (ros. Борис Сафарович Эбзеев, karacz.-bałkar. Эбзеланы Сафарны джашы Борис, ur. 25 lutego 1950 w Kirgiskiej SRR) – rosyjski prawnik i polityk pochodzenia karaczajskiego, w latach 2008–2011 prezydent Karaczajo-Czerkiesji.

## Życiorys
W 1972 ukończył studia w Saratowskim Instytucie Prawa. W kolejnych latach uzyskał stopnie kandydata nauk i doktora nauk oraz tytuł profesora.
Od 1966 pracował jako robotnik budowlany. Po ukończeniu studiów został pracownikiem naukowym Saratowskiego Instytutu Prawa. Był kolejno: wykładowcą, docentem i profesorem katedry prawa konstytucyjnego.
Od 30 października 1991 pełnił funkcję sędziego Sądu Konstytucyjnego Federacji Rosyjskiej. Brał udział w pracach nad opracowaniem projektu Konstytucji Federacji Rosyjskiej.
5 sierpnia 2008 Zgromadzenie Narodowe Karaczajo-Czerkiesji zatwierdziło jego kandydaturę na stanowisko prezydenta republiki, wniesioną 30 lipca przez prezydenta Rosji Dmitrija Miedwiediewa.